# De Plattfööt
De Plattfööt (Peter Wilke en Klaus Lass) was tot 2013 een Platduits zangduo uit Mecklenburg-Voor-Pommeren.
In 1979 begonnen ze hun eigen teksten en liedjes te schrijven,  de eerste hit was De Isenbahnboomupundaldreier. Hun muziekstijl is een mix van folk-, blues- en countrymuziek.

## Discografie
- 1981: Disco up'n Dörp (single)
- 1982: Platt for ju (album)
- 1983: Remmi Demmi (single)
- 1985: Songs ut Meckelbörg' (album)
- 1989: Wenn du ok Plattfööt hest (album)
- 1991: God'n Dag ok (album)
- 1992: Hubertusjagd (single)
- 1993: Wat is denn dat?? (album)
- 1995: Evergreens des Nordens (album)
- 1997: Rolf mit'n Golf (single)
- 1998: Wat is dat Schönst' an Wihnachten (album)
- 1999: Ierst mal ganz langsam (album)
- 1999: Nie wieder Mallorca! (single)
- 2000: 20 Best of Plattfööt (album)
- 2005: Kofferradio (album)